# Òxid de dinitrogen
L'òxid de dinitrogen (també conegut com a gas del riure i antigament anomenant òxid nitrós) és un compost químic binari de nitrogen i oxigen de fórmula química {\displaystyle {\ce {N2O}}}. A temperatura ambient és un gas no inflamable, de punt d'ebullició -88,5 °C i punt de fusió -90,9 °C, incolor i totalment inert, amb una olor agradable, que té uns efectes totalment innocus per a l'organisme i un gust lleugerament dolç.
A la indústria s'utilitza com a oxidant per a augmentar la potència dels motors, on es coneix com a nitrós. Com a medicament s'utilitza en cirurgia i odontologia pels seu efectes anestèsics i analgèsics. Com a droga, és comunament conegut com el "gas del riure" a causa dels efectes eufòrics que produeix inhalar-ne.

## Estructura i propietats
La molècula d'òxid de dinitrogen és una molècula triatòmica que presenta un total de 16 electrons, fet que la converteix una molècula isoelectrònica amb el diòxid de carboni, {\displaystyle {\ce {CO2}}}. Atès que en cap de les seves formes ressonants (presenta un total de tres) té electrons desaparellats, no és una molècula radicalària. Aquest fet justifica la posterior reactivitat en l'àmbit de la química estratosfèrica, sent la principal font dels {\displaystyle {\ce {NO_x}}} en aquesta.

## Història
L'òxid de dinitrogen fou descobert el 1772 pel científic anglès Joseph Priestley (1733-1804) quan estudiava la reacció del monòxid de nitrogen amb ferro. Ho publicà al llibre Experiments and Observations on Different Kinds of Air (1775). La reacció que dugué a terme fou:
{\displaystyle {\ce {2NO + Fe + H2O -> N2O + Fe(OH)2}}}
Cinc any després també l'obtingué fent reaccionar àcid nítric, {\displaystyle {\ce {HNO3}}}, amb estany i amb zinc. El químic francès Claude-Louis Berthollet (1748-1822) el preparà el 1785 per descomposició del nitrat d'amoni, {\displaystyle {\ce {NH4NO3}}}, i el químic anglès Humprhy Davy (1778-1829) fou qui analitzà les seves propietats el 1799.

## Obtenció
L'òxid de dinitrogen es prepara habitualment, tant al laboratori com industrialment, per escalfament a 170 °C - 260 °C, de nitrat d'amoni, que es descompon en òxid de dinitrogen i vapor d'aigua, mètode descobert per Berthellot. L'addició de diversos fosfats afavoreix la formació d'un gas pur a temperatures lleugerament inferiors. Un dels primers productors comercials va ser George Poe a Trenton, Nova Jersey.
{\displaystyle {\ce {NH4NO3(s) -> N2O(g) + 2H2O(g)}}}
A aquestes temperatures el nitrat d'amoni és un explosiu moderadament sensible i un oxidant molt potent. Per damunt de 240 °C, la reacció exotèrmica es pot accelerar fins al punt de detonació, per la qual cosa la barreja ha de ser refrigerada per a evitar aquest accident. El vapor s'utilitza per arribar a la temperatura de reacció en algunes plantes de producció comercials.
L'òxid de dinitrogen també es pot obtenir a través de vies no pirolítiques, a partir de l'oxidació directa d'amoníac per part de l'oxigen en presència d'un catalitzador de diòxid de manganès-òxid de bismut.
{\displaystyle {\ce {NH3 + O2 ->[MnO_2 - Bi_2O_3] N2O + 3H2O}}}
En cas de realitzar la combustió de l'amoníac en absència de catalitzador es formen principalment {\displaystyle {\ce {N2}}} i {\displaystyle {\ce {O2}}}.
Una altra via important d'obtenció d'òxid de dinitrogen són les reaccions derivades del monòxid de nitrogen, {\displaystyle {\ce {NO}}}. Aquest òxid, malgrat no captar àtoms d'hidrogen amb facilitat a causa de la seva baixa capacitat oxidant, en presència d'hidroxilamina, {\displaystyle {\ce {NH2OH}}}, genera com a productes finals òxid de dinitrogen, nitrogen i aigua.
{\displaystyle {\ce {2NO + NH2OH -> N2O + N2 + 3H2O}}}
La primera etapa d'aquesta reacció complexa sembla implicar la captació de l'àtom d'hidrogen enllaçat al nitrogen de la molècula d'hidroxilamina per part de la molècula d'{\displaystyle {\ce {NO}}}, generant l'intermedi de reacció {\displaystyle {\ce {HNO}}} (nitroxil). Dues molècules de nitroxil reaccionin entre si, en primer terme per generar el diazèdiol, {\displaystyle {\ce {H2N2O2}}}, que finalment es deshidrata generant òxid de dinitrogen i aigua.
{\displaystyle {\ce {2 HNO -> H2N2O2 -> N2O + H2O}}}
En condicions anaeròbiques, l'{\displaystyle {\ce {NO}}} també pot reaccionar amb tiols, {\displaystyle {\ce {R-SH}}}, generant unes espècies intermèdies que descomponen finalment per donar òxid de dinitrogen, aigua, i el corresponent disulfur del tiol de partida.
{\displaystyle {\ce {2R-SH + 2NO -> R-SS-R + N2O + H2O}}}
Des del punt de vista mediambiental, les reaccions que generen òxid de dinitrogen com a producte d'una reacció de combustió presenten una elevada importància. En el cas que es produeixi un procés de combustió a elevada pressió i baixa temperatura de combustió, s'obté òxid de dinitrogen a través d'una reacció trimolecular (reacció que involucra tres molècules).
{\displaystyle {\ce {O + N2 + M -> N2O + M}}}
Una de les principals fonts naturals de N₂O deriva d'un dels processos microbiològics més importants del cicle del nitrogen: la desnitrificació. La desnitrificació és un procés de degradació anaeròbica de l'anió nitrat mediada per bacteris heterotròpics com el Pseudomonas i el Achromobacter. Tot i que aquest procés genera majoritàriament nitrogen gas, en presència de petites quantitats d'oxigen genera òxid de dinitrogen.
{\displaystyle {\ce {2NO3^- + 2CH2O + 2H3O^+ -> N2O + 2CO2 + 5H2O}}}

## Reactivitat

### Com a oxidant
Les propietats oxidants que presenta l'òxid de dinitrogen fan que aquest sigui emprat habitualment com a agent comburent. Una de les reaccions d'oxidació per antonomàsia és la que dona amb hidrogen, generant nitrogen i aigua en un procés explosiu.{\displaystyle {\ce {N2O \; + \; H2 \; -> \; N2 \; + \; H2O}}}
L'òxid de dinitrogen també oxida metalls generant l'òxid corresponent, com és el cas del magnesi.
{\displaystyle {\ce {N2O + Mg -> MgO + N2}}}
En presència d'acetilè, {\displaystyle {\ce {C2H2}}}, l'òxid de dinitrogen actua també com a agent oxidant, generant una mescla altament inflamada emprada per a la realització de soldadures.
{\displaystyle {\ce {C2H2 + N2O -> 2CO2 + 5 N2 + H2O}}}

### Descomposició
L'òxid de dinitrogen també és susceptible de descompondre en altres productes, tot i ser un procés altament endotèrmic (presenta una energia d'activació de 62,5 kcal·mol−1). A elevades temperatures, l'òxid de dinitrogen descompon, mitjançant una procés exotèrmic, per donar nitrogen i oxigen:
{\displaystyle {\ce {2N2O -> 2N2 + O2}}}
Si aquesta reacció té lloc en un motor de combustió interna, la generació neta d'un mol d'espècie gasosa condueix a una propulsió més efectiva del pistó del motor. A més a més, l'oxigen generat per la reacció augmenta l'eficiència de la combustió. És per aquesta raó que molts vehicles de motor incorporen injectors d'òxid de dinitrogen per tal d'augmentar l'eficiència de la combustió, traduïda en un augment significatiu de la potència del motor.

## Usos

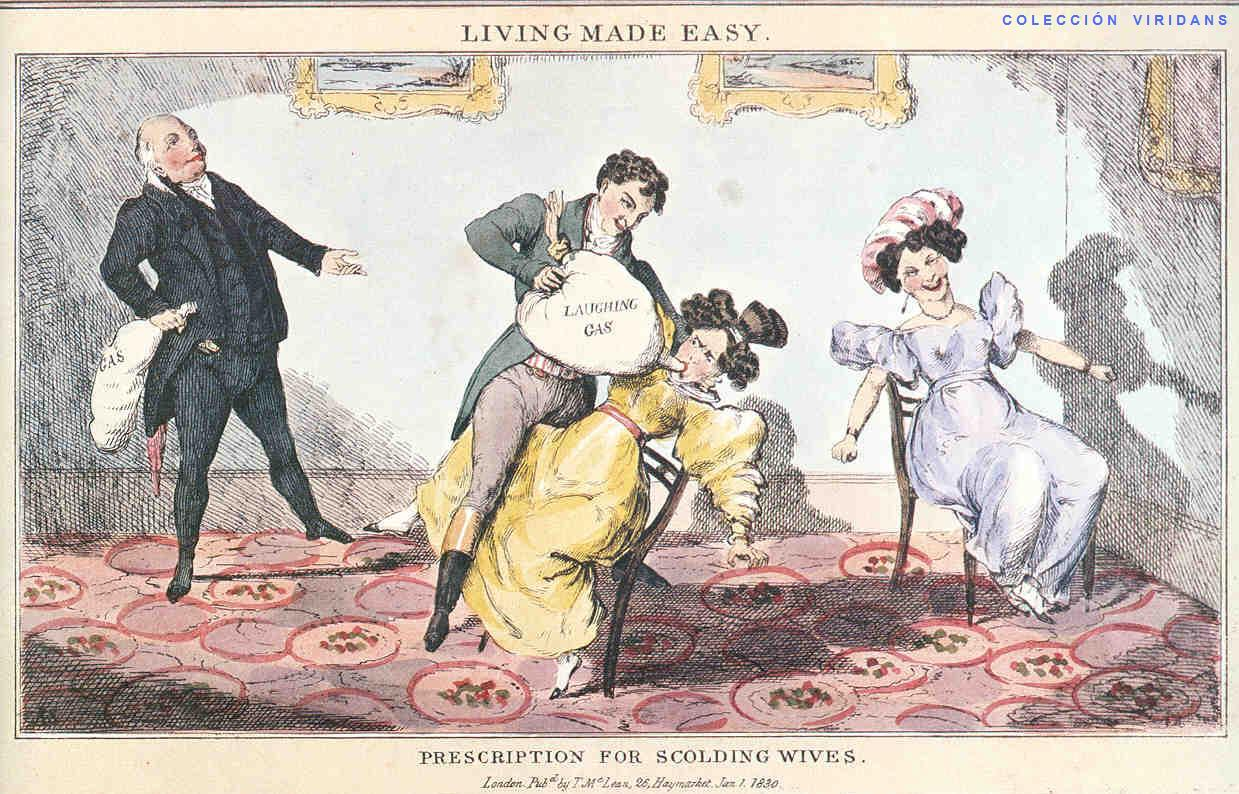
Dibuix satíric que il·lustra la inhalació d'òxid de dinitrogen per motius lúdics

### Anestèsic
Gardner Colton i Horace Wells són els qui primer utilitzaren l'òxid de dinitrogen com anestèsic en persones el 1884. L'òxid de dinitrogen va perdre popularitat a causa de la seva baixa potència però el seu ús va revifar essent utilitzat en baixes concentracions conjuntament amb altres anestèsics.

### Droga d'abús
L'òxid de dinitrogen, conegut com a gas del riure, és una droga amb uns efectes perniciosos per a la salut, que afecta sobretot la medul·la espinal. El preu mitjà d'una dosi, coneguda com a globus, a Eivissa el 2010, és de quatre o cinc euros. Els annexos de la Convenció de Ginebra inclouen l'òxid de dinitrogen com a medicament. A l'estat espanyol, el seu consum i la seva possessió per ús personal no són punibles penalment, com per altres drogues. El seu tràfic constitueix un delicte contra la salut pública.

### Motors de coets
L'òxid de dinitrogen pot ser utilitzat com oxidant en els motors de coets. Aquest té l'avantatge sobre altres oxidants que no és tòxic i, a causa de la seva estabilitat a temperatura ambient, fàcil d'emmagatzemar i relativament segur de transportar en vol. Com a benefici secundari hi ha que pot ser fàcilment descompost per formar aire respirable. La seva alta densitat i baixa pressió d'emmagatzematge fa que pugui ser altament competitiva amb els sistemes acumulació de gas d'alta pressió. Una patent el 1914, del pioner de coets estatunidenc Robert Goddard va proposar l'òxid de dinitrogen i la gasolina com a possibles propulsors per a un coet de combustible líquid. L'òxid de dinitrogen ha estat l'oxidant d'elecció en diversos dissenys de coets híbrids (amb combustible sòlid més un oxidant líquid o gasós). També és utilitzat per aficionats als coets amb diversos materials plàstics.

### Gastronomia

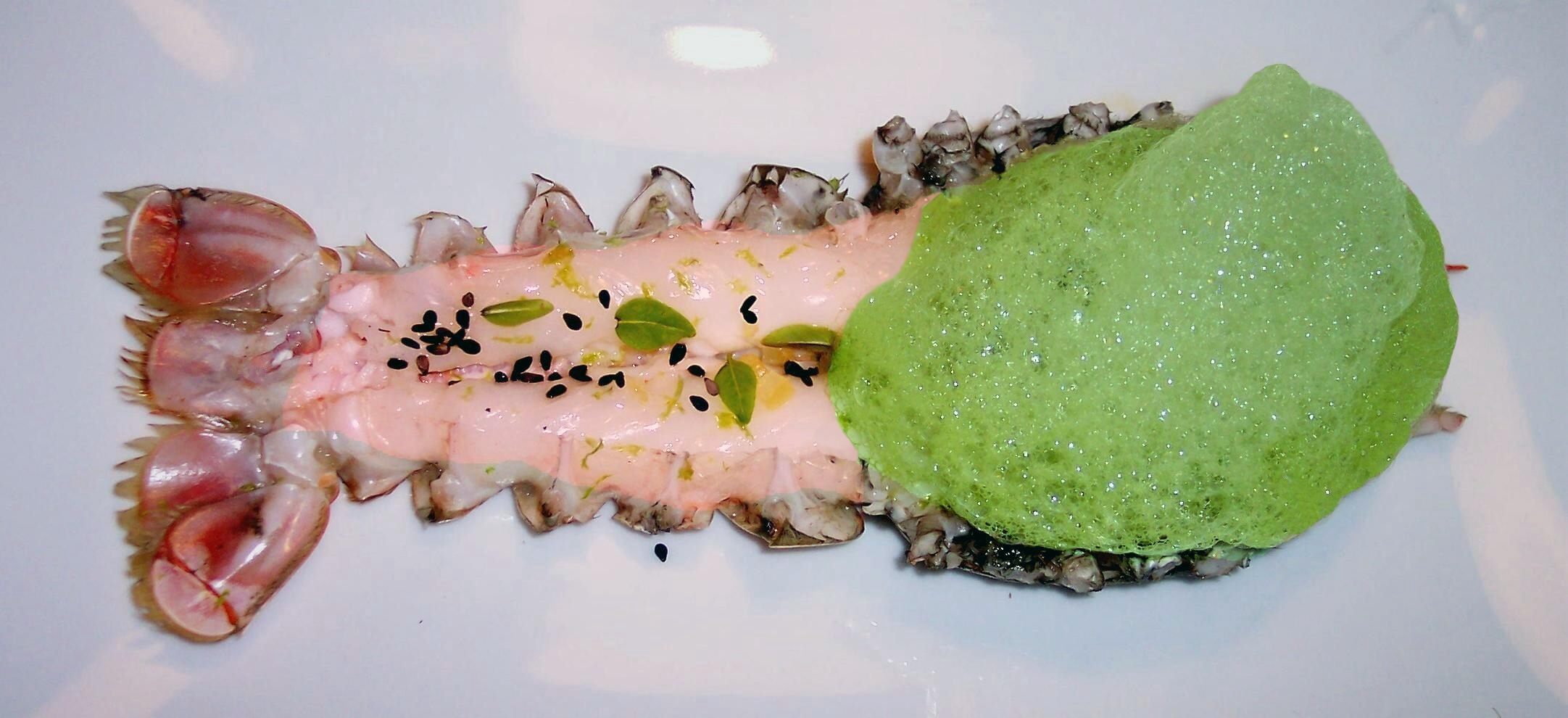
Cigala amb escuma de te del restaurant El Bulli

El 1994 el cuiner català Ferran Adrià (1962) introduí, al seu restaurant El Bulli, l'òxid de dinitrogen a la gastronomia. Mitjançant un sifó que dissenyà per a tal fi, i que es carrega amb {\displaystyle {\ce {N2O}}} a pressió, aconseguí crear escumes molt aèries i lleugeres d'aliments que no es podien aconseguir amb els mètodes tradicionals, tant en fred com en calent. Actualment és un estri de cuina present a molts de restaurants arreu del món i a les cuines particulars.

## Medi

Concentració atmosfèrica del l'òxid de dinitrogen entre l'any 1 i el 2016

A diferència dels altres òxids de nitrogen, l'òxid de dinitrogen és un dels principals gasos hivernacle, sent considerat el quart principal contribuent a l'escalfament global, darrere de l'aigua, el diòxid de carboni i el metà. De fet, té un potencial d'escalfament global de 296 en relació amb al {\displaystyle {\ce {CO2}}} a una escala temporal de 100 anys. Això es tradueix en què la contribució de tan sols 1 kg d'{\displaystyle {\ce {N2O}}} és equivalent a l'efecte de 296 kg de {\displaystyle {\ce {CO2}}} en termes d'absorció de radiació. Malgrat que l'absorció de radiació per part del {\displaystyle {\ce {N2O}}} se superposi amb una regió de l'infraroig majoritàriament absorbida per l'aigua, l'elevat temps de residència que aquest presenta (114±10 anys, dades de l'any 2007) justifica que la seva contribució a l'escalfament global sigui molt significativa. S'estima que l'abundància de l'{\displaystyle {\ce {N2O}}} en l'era preindustrial corresponia a prop de 280 ppb, mentre que en l'actualitat la concentració puja a 318 ppb. Aquesta ascensió significatiu en l'abundància atmosfèrica, unit a un ritme d'augment anual del 0,3 % de la seva abundància fan que la comunitat internacional controli severament les emissions d'aquest gas, mitjançant el Protocol de Kyoto. La principal contribució a l'emissió d'{\displaystyle {\ce {N2O}}} antropogènic és l'originat pels cicles de desnitrificació produïts en sòls, llacs i oceans, corresponent a 60 % de l'emissió d'{\displaystyle {\ce {N2O}}} global. La desnitrificació consisteix bàsicament en processos de reducció microbiana d'anions nitrat, {\displaystyle {\ce {NO3^-}}} en condicions anaeròbiques, que s'han vist intensificats per l'addició de fertilitzants químics i residus amb elevada demanda d'oxigen al medi. S'ha estimat que l'emissió antropogènica d'{\displaystyle {\ce {N2O}}} és aproximadament 6,9 Tg N·any−1, on més de la meitat correspon a emissions originades per fertilitzants. Pel que fa a Europa, la UNFCCC estima que l'emissió d'origen antropogènic corresponia a 0,85 Tg N l'any 2005, on les contribucions més importants corresponien a sòls agrícoles, fabricació de nylon i producció d'àcid nítric.
La presència de l'òxid de dinitrogen a l'atmosfera és coneguda del 1939 ençà, però no va ser fins a principi dels anys 70 quan els científics atmosfèrics van constatar que l'{\displaystyle {\ce {N2O}}} alliberat a l'atmosfera per processos de desnitrificació de nitrats als sòls podia incorporar-se al cicle de destrucció de l'ozó, {\displaystyle {\ce {O3}}}, estratosfèric. Atès que no és una espècie radicalària i que no és molt soluble en aigua, l'òxid de dinitrogen és una espècie que presenta un elevat temps de residència troposfèrica. En migrar a l'estratosfera, però, pot ésser destruït a partir d'una reacció fotoquímica:
{\displaystyle {\ce {N2O \; ->[\lambda \nu] \; N2 \; + \; O}}}
Tot i això, una proporció petita però significativa de l'òxid de dinitrogen estratosfèric també pot reaccionar amb un àtom d'oxigen en un estat excitat altament reactiu per produir monòxid de nitrogen. Aquest àtom d'oxigen s'ha originat a partir de la fotodissociació de l'ozó estratosfèric.
{\displaystyle {\ce {N2O + O -> 2NO}}}
D'aquesta manera s'obté un altre mitjà de generació d'{\displaystyle {\ce {NO}}} a altituds superiors a 30 km. En aquestes altituds, aquesta espècie es pot incorporar al procés catalític de destrucció d'ozó, actuant com a catalitzador:
{\displaystyle {\ce {NO + O3 -> NO2 + O2}}}{\displaystyle {\ce {NO2 + O ->NO + O2}}}Obtenint la reacció neta:
{\displaystyle {\ce {O + O3 -> 2O2}}}